# イヴァロ

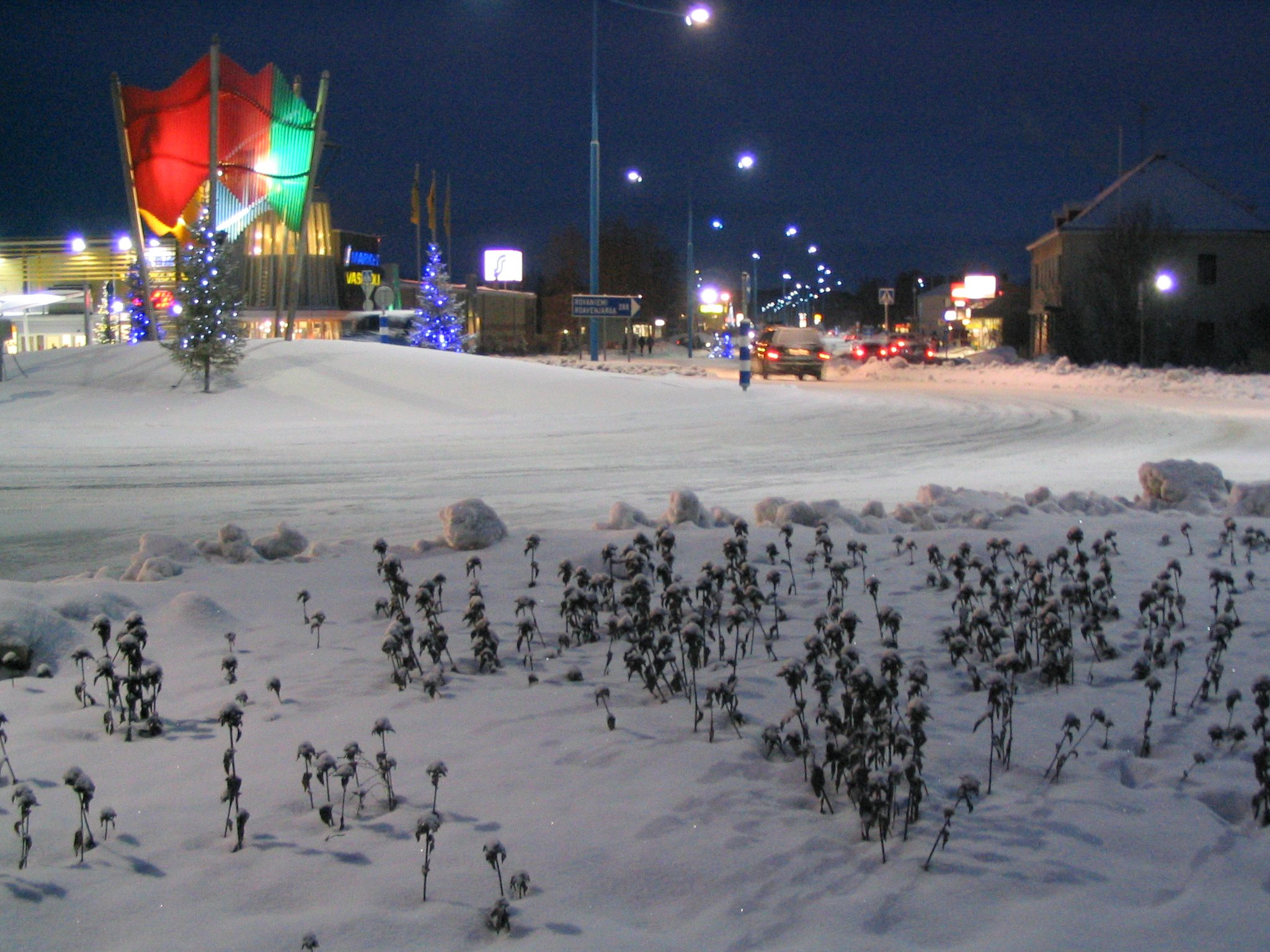
中心部、国道4号線のラウンドアバウト

イヴァロ (フィンランド語: Ivalo、北部サーミ語：Avvil) はフィンランド北部、ラッピ県北ラッピ郡イナリ地方の村である。
イナリ湖より南に20キロメートル離れたイヴァロ川の河岸に位置する。人口は3,998人（2003年）で、村の郊外にはイヴァロ空港がある。南へ30キロメートルの所にはリゾート地として有名なサーリセルカ (Saariselkä) があり、冬にはウィンタースポーツ、夏にはトレッキングやカヌー、釣りなどを楽しむために多くの観光客が訪れる。

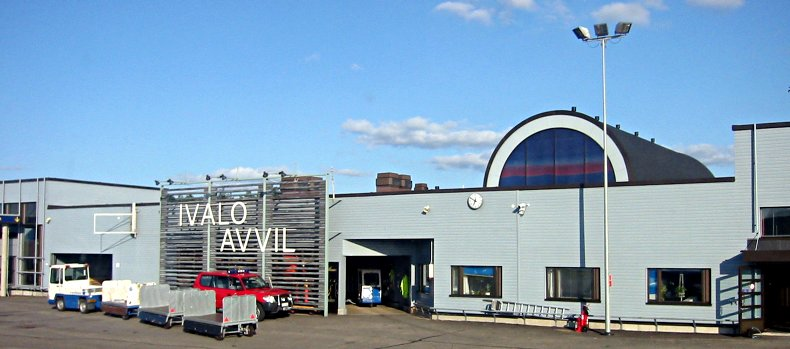
イヴァロ空港
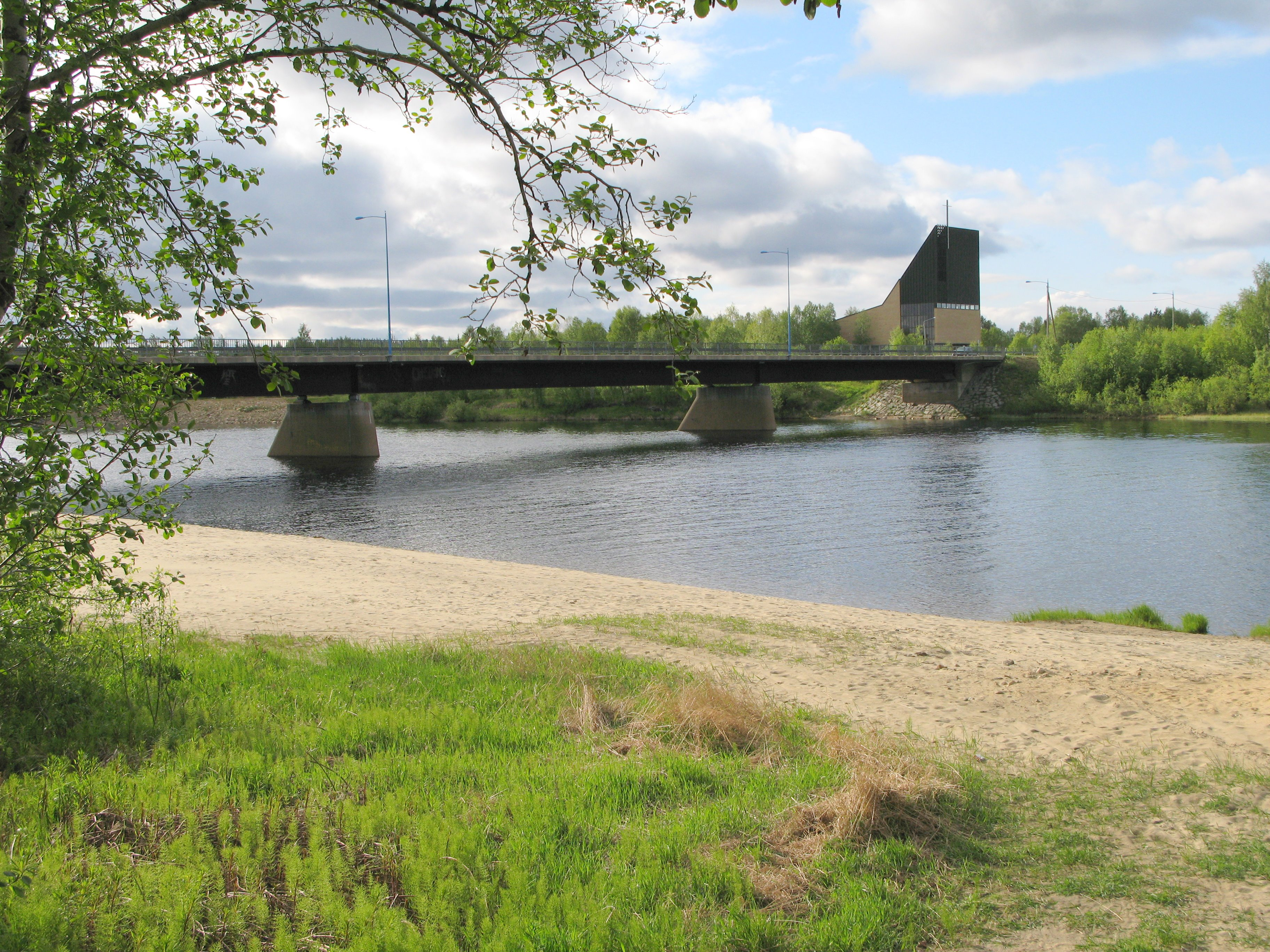
6月のイヴァロ川
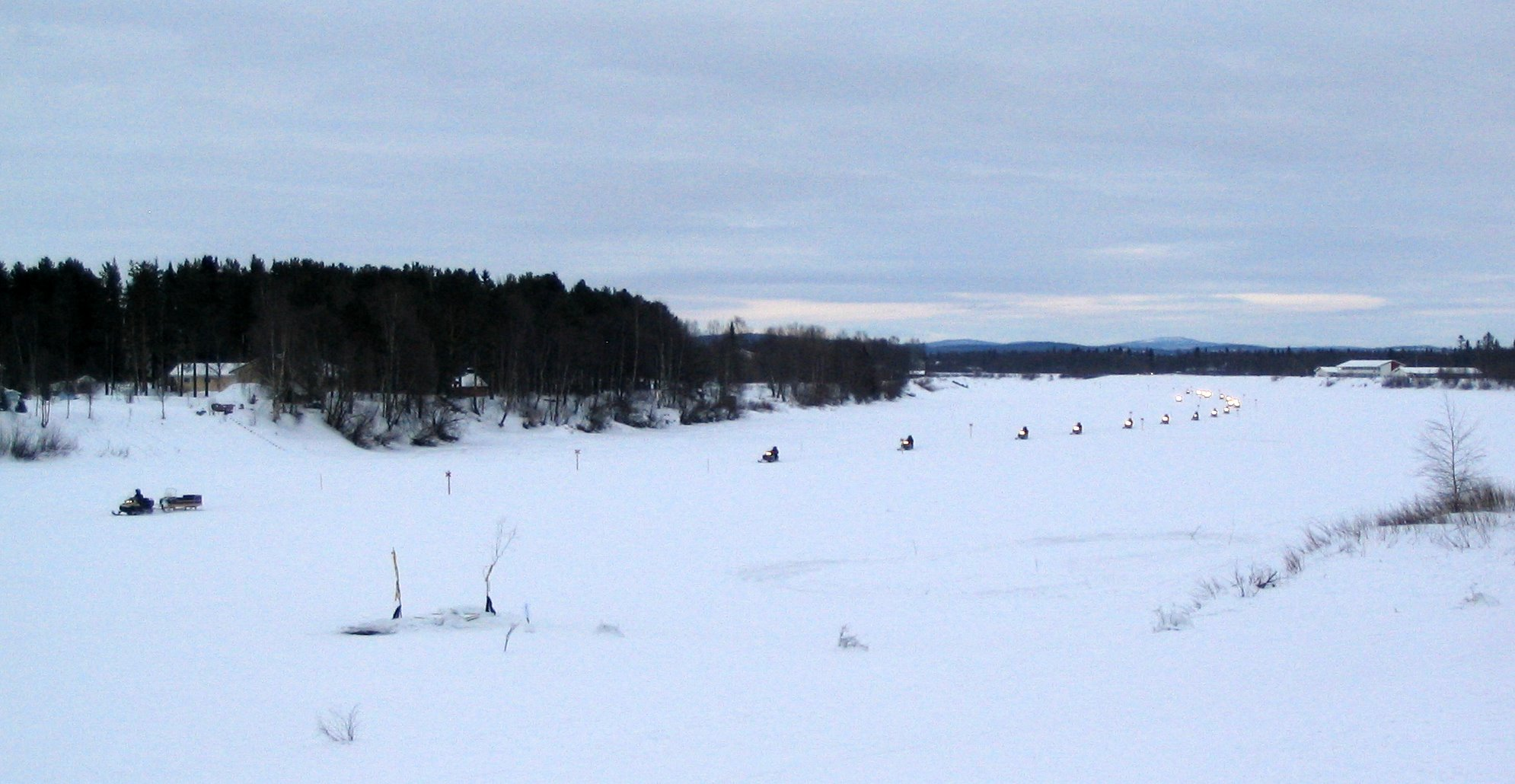
3月のイヴァロ川とスノーボービルの一行